# Apple Thunderbolt Display
| Apple Thunderbolt Display | Apple Thunderbolt Display | Apple Thunderbolt Display |
| ------------------------- | ------------------------- | ------------------------- |
|                           |                           |                           |
| Überblick                 |                           |                           |
| Hersteller:               | Apple Inc.                |                           |
| Veröffentlichung:         | 20. Juli 2011             |                           |
| Vorgänger:                | Apple Cinema Display      |                           |
| Nachfolger:               | Apple Pro Display XDR     |                           |

Das Apple Thunderbolt Display war ein von Apple entwickelter Computerbildschirm, welcher am 20. Juli 2011 vorgestellt und Ende Juni 2016 eingestellt wurde. Es ersetzte das Apple Cinema Display und war das einzige Display, das Apple in dieser Zeitspanne verkaufte. Anders als beim Vorgänger benutzte das Thunderbolt Display nicht mehr Mini DisplayPort und USB, sondern eine einzige Thunderbolt-Schnittstelle für Datenübertragungen zum Computer. Der erhöhte Datendurchsatz durch den Wechsel auf Thunderbolt ermöglicht die Integration von einem Gigabit-Ethernet-Port und FireWire-800-Port am Display.

## 27″ Thunderbolt Display Modell
Wie beim Vorgänger, dem Apple Cinema Display, betrug die Auflösung beim 27-Zoll-Modell 2560 × 1440 Pixel bei einem 16:9 Seitenverhältnis. Zur Herstellung wurde Aluminium und Glas verwendet, wodurch ein ähnliches Erscheinungsbild im Vergleich zum iMac und MacBook Pro Unibody-Design erzielt wird. Der Bildschirm verfügte über eine eingebaute 720p-FaceTime-HD-Kamera (ersetzte die iSight Kamera vom früheren Modell), ein Mikrofon und einen Stereo-Lautsprecher mit Subwoofer (2.1 Kanal). Ein Kabel, welches die Thunderbolt- und MagSafe-Schnittstellen kombinierte, war permanent an der Rückseite angebracht und wurde für die Datenübertragung und zum Laden von MacBooks gebraucht. Des Weiteren befanden sich auf der Rückseite ein weiterer Thunderbolt-Port, ein FireWire-800-Port, drei USB-2.0-Ports, und ein Gigabit-Ethernet-Port.
Der Thunderbolt Port machte ein Daisy Chain von Thunderbolt Displays mit einem unterstützten Mac möglich. Außerdem konnte dieser zur Verbindung mit Thunderbolt-Geräten, wie externen Festplatten und Videoaufnahmegeräten, verwendet werden.
Im Juli 2012 hat Apple die Revision B des Thunderbolt Displays, das Modell MC914LL/B veröffentlicht, welche einen MagSafe zu MagSafe 2 Adapter zum eingebauten Ladekabel hinzufügte.

## Kompatibilität
Das Apple Thunderbolt Display verlor die Kompatibilität zu früheren Standards, einschließlich VGA, DVI und DisplayPort. Dadurch können sie nicht mit Computern verbunden werden, bei denen ein Thunderbolt-Anschluss nicht vorhanden ist. Dazu gehören Macs, die vor 2011 erschienen sind, und der Großteil der anderen PCs. Ältere Apple-Computer mit einem Mini DisplayPort, beispielsweise alle Macs, die 2010 vorgestellt wurden, waren nicht mehr mit dem Thunderbolt Display kompatibel. Auch das am 9. März 2015 vorgestellte Macbook 12 mit USB-3.1-Typ-C-Schnittstelle ist nicht mit dem Thunderbolt Display kompatibel.

## Benutzung von mehreren Thunderbolt Displays
- MacBook Air (Mitte 2011): 1 + 1 Monitore: Benutzung von einem Thunderbolt Display zusammen mit dem eigenen Display vom MacBook Air möglich.[4][5]
- MacBook Air (Mitte 2012): 2 + 1 Monitore: Benutzung von maximal zwei Thunderbolt Displays via Daisy chain zusammen mit dem eigenen Display vom MacBook Air möglich.[6]
- MacBook Pro (2011): 2 Monitore: Benutzung von maximal zwei Thunderbolt Displays via Daisy chain möglich, jedoch kann damit das Display vom MacBook selbst nicht mehr verwendet werden.[5][7]
- MacBook Pro (2012): 2 + 2 Monitore: Benutzung von maximal zwei Thunderbolt Displays via Daisy chain, zusammen mit einem HDMI-Monitor und dem eigenen Display vom MacBook Pro möglich.[8][9]
- Mac Pro (Ende 2013): 6 Monitore: Benutzung von maximal sechs Thunderbolt Displays durch die sechs Thunderbolt-Anschlüsse möglich.[10]
- Jeder Mac mit Thunderbolt (ausgenommen vom Mitte-2011-MacBook Air) funktioniert in Verbindung mit einem 27″-Thunderbolt-Display, einem beliebigen Dual-Port-Thunderbolt-Gerät und einem Monitor mit nativen DP-v1.1a- oder DVI/HDMI/VGA-Adapter.

## Technische Daten
| Modell                           | Apple Thunderbolt Display (27″) |
| -------------------------------- | --- |
| Veröffentlichungsdatum           | 20. Juli 2011 |
| Einstellung                      | 23. Juni 2016 |
| Modellbezeichnung                | MC914LL/A & MC914LL/B |
| Bildschirm                       | 27 Zoll, TFT IPS Aktivmatrix-LCD, Glare-Type-Display, WQHD (2560 × 1440 Pixel) Auflösung, LED-Backlight mit seitlicher Anordnung                       |
| Bildschirm                       | 16:9 Bildverhältnis (Breitbild) |
| Pixeldichte (in Pixeln pro Zoll) | 109 |
| Reaktionszeit                    | 12 ms |
| Bildwiederholfrequenz            | 59,95 Hz |
| Farben                           | 16,7 Millionen (max.) |
| Kontrastverhältnis               | 1000:1 |
| Helligkeit                       | 375 cd/m² |
| Blickwinkel                      | 178° horizontal; 178° vertikal |
| Energiezufuhr                    | IEC 60320 C7 Port, 100–240 V AC @ 50–60 Hz (Bis zu 250 W während des Ladevorgangs eines MacBook Pros via MagSafe Kabel, unter 2 W im Energiesparmodus) |
| Material                         | Unibody-Design bestehend aus einem Aluminium-Körper und einer Glasfront                                                                                |
| Video Eingang                    | 1× Thunderbolt Kabel |
| Audio Ausgabe                    | 2.1 Kanal Lautsprechersystem mit 49 Watt |
| Andere Anschlüsse                | 1× Thunderbolt Port, 3× USB 2.0 Ports, 1× FireWire 800 Port, 1× Gigabit-Ethernet-Port                                                                  |
| Verschiedenes                    | 1,3 Meter langes, gebündeltes Kabel mit MagSafe (maximal 85 Watt) und Thunderbolt Stecker, Kensington-Schloss, 720p FaceTime Kamera mit Mikrofon       |
| Abmessungen (B×H×T)              | 65,0 cm × 49,1 cm × 20,7 cm (mit Standfuß) |
| Gewicht                          | 10,8 kg |
| Systemvoraussetzungen            | OS X 10.6.8 oder aktueller, Thunderbolt Schnittstelle                                                                                                  |

## Nachfolger

### UltraFine 5K
Auf der Apple-Keynote am 27. Oktober 2016 stellte Apple keinen Monitor-Nachfolger aus eigener Produktion vor, sondern präsentierte passend zur vierten Generation des MacBook Pro als externen 5K-Monitor den „UltraFine 5K“ vom Hersteller LG. Wie sich später herausstellte, gilt das LG UltraFine 5K als inoffizieller Nachfolger, weil das Produkt im Auftrag von Apple produziert und allein von Apple auf den Markt gebracht wird.

### Apple Pro Display XDR
Auf der 30. Worldwide Developers Conference stellte Apple am 3. Juni 2019 den offiziellen Monitor-Nachfolger vor. Das neue Apple Pro Display XDR hat eine Bildschirmauflösung von 6016 × 3384 Pixeln und kann eine maximal Helligkeit von 1.600 cd/m² erreichen. Der Namenszusatz XDR steht dabei für Extreme Dynamic Range: Das verbaute IPS-Panel erreicht ein Kontrastverhältnis von 1:1 000 000. Ähnliche Werte erreichen nur teurere Geräte mit OLED-Technologie. Das Pro Display XDR erschien am 10. Dezember 2019 in Deutschland.

### Apple Studio Display
Am 8. März 2022 stellte Apple erneut ein Studio Display vor, das ab dem 18. März verkauft wurde. Es übernimmt die zuerst im iPad Pro vorgestellte Funktion Center Stage, bei welcher in den Ausschnitt der Weitwinkel-Webcam hineingezoomt wird, sodass sich Personen auch vor der Webcam bewegen können, während sie auf einer simulierten Kamerafahrt in der Mitte gehalten werden.